# Xian de Youyu
Le xian de Youyu (右玉县 ; pinyin : Yòuyù Xiàn) est un district administratif de la province du Shanxi en Chine. Il est placé sous la juridiction de la ville-préfecture de Shuozhou.

## Démographie
La population du district était de 96 748 habitants en 1999.